# Municipio 3 (condado de Rooks)
El municipio 3 (en inglés: Township 3) es un municipio ubicado en el condado de Rooks en el estado estadounidense de Kansas. En el año 2010 tenía una población de 1212 habitantes y una densidad poblacional de 6,58 personas por km².

## Geografía
El municipio 3 se encuentra ubicado en las coordenadas 39°29′6″N 99°19′11″O / 39.48500, -99.31972. Según la Oficina del Censo de los Estados Unidos, el municipio tiene una superficie total de 184.18 km², de la cual 183.92 km² corresponden a tierra firme y (0.14%) 0.26 km² es agua.

## Demografía
Según el censo de 2010, había 1212 personas residiendo en el municipio 3. La densidad de población era de 6,58 hab./km². De los 1212 habitantes del municipio 3, el 97.69% eran blancos, el 0.33% eran afroamericanos, el 0.5% eran amerindios, el 0.17% eran asiáticos y el 1.32% pertenecían a dos o más razas. Del total de la población el 1.07% eran hispanos o latinos de cualquier raza.